# Зевеке, Альфонс Александрович
Альфонс Александрович Зевеке (1822—1887) — русский купец, судовладелец.

## Биография
Родился в 1822 году в Риге.

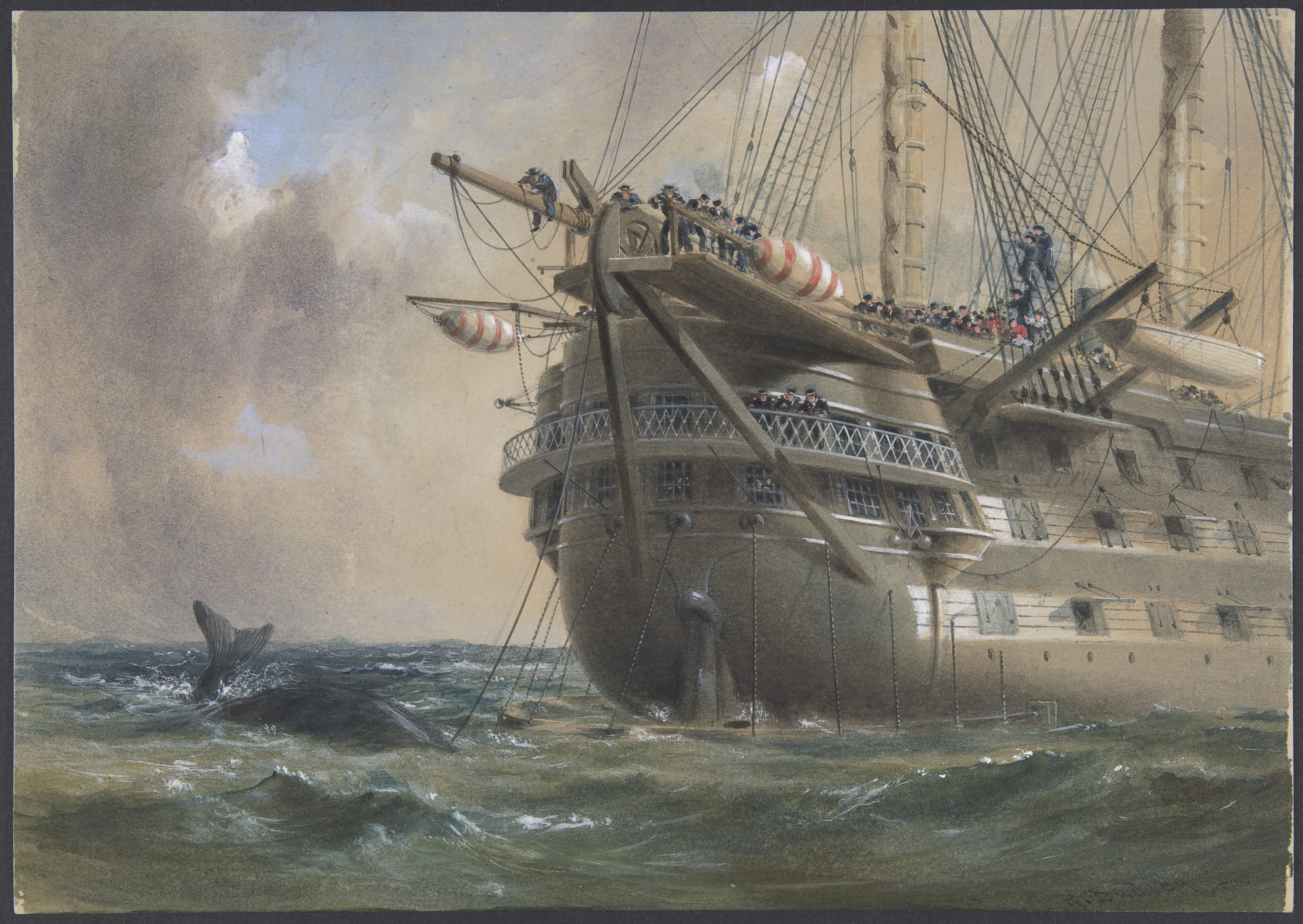
«Агамемнон» прокладывает трансатлантический кабель

Там же обучался в мореходных классах, по окончании из которых служил штурманом, а потом шкипером на судах Балтийского коммерческого флота. Он участвовал в 1858 году в знаменитой прокладке трансатлантического телеграфного кабеля через Атлантический океан, работая на корабле «Агамемнон».
В 1860-х годах Альфонс Зевеке поселился в Нижнем Новгороде. Поступил на службу в Камско-Волжское пароходное общество, где за несколько лет прошел путь от капитана буксира «Орёл», ходившего по рекам между Нижним Новгородом и Пермью, до управляющего пароходством. В начале 1870-х годов стал наблюдаться упадок волжского судоходства, одной из причин которого стала быстро расширяющаяся в Российской империи сеть железных дорог, Зевеке предложил кардинально изменить тип волжских речных судов, чтобы выйти из кризиса. Суть его идеи заключалась в том, чтобы, не снижая объема грузовых перевозок, резко увеличить масштабы перевозки пассажиров, привлечь которых предполагалось созданием максимального комфорта. Для этой цели больше всего подходили двухпалубные товаро-пассажирские суда, эксплуатировавшиеся на реке Миссисипи, отличавшиеся быстроходностью и комфортабельностью, чертежи, которых Альфонс Александрович выписал из США. Это были так называемые «американские» пароходы.
Получив чертежи из Америки, Зевеке убедил правление общества, а затем и общее собрание акционеров построить несколько пароходов американского типа. В связи с тем, что у общества отсутствовали необходимые на постройку судов средства, Альфонс Зевеке взял облигационный заём у английской фирмы «Форбес и Ко» на сумму 60 000 стерлингов (600 000 рублей). На полученные средства на Сормовском заводе были заказаны три парохода американского типа, первый из которых («Переворот», позднее был переименован в «Колорадо», а затем в «Ориноко») вышел в плавание в 1871 году. В 1872 году на Волгу вышли два остальных таких же парохода, получившие название «Миссисипи» и «Н. Бенардаки».

Один из пароходов Зевеке − «Магдалена»

Однако зимой 1874—1875 годов Камско-Волжское пароходное общество прекратило своё существование; пароходы «Переворот», «Миссисипи» и «Н. Бенардаки» перешли в собственность «Форбес и Ко». Альфонс Александрович некоторое время занимался посредническими торговыми операциями с английскими компаниями и, накопив капитал, в конце 1875 года вернулся на Волгу в качестве собственника пароходного дела, создав компанию «Общество пароходства и торговли Зевеке». Снова связавшись с компанией «Форбес и Ко», он взял у нее в аренду три парохода. Позже он арендовал еще два парохода у владельца Николо-Абакумовского завода Журавлёва — «Миклашевский» (которого переименовал в «Миссури») и «Ниагару». С этим речным флотом Зевеке открыл плавание между Нижним Новгородом и Астраханью. В дальнейшем его речная флотилия расширилась до двух десятков судов.
Внезапно умер от апоплексического удара 12 августа (по другим данным 12 июля) 1887 года и был похоронен на Немецком (лютеранском) кладбище Нижнего Новгорода в фамильном склепе. После его смерти, согласно духовному завещанию, пароходное дело перешло сыну — Александру Альфонсовичу, который также по воле отца преобразовал его предприятие в акционерное общество «Общество пароходства и торговли под фирмой „А. А. Зевеке“». Устав нового предприятия был утверждён 8 июня 1890 года.

### Семья
Альфонс Зевеке был дважды женат:
1. В первом браке родились — сын Александр (1864 г.р.) и две дочери — Каролина (1871 г.р.) и Елизавета (1877 г.р.).
2. Дети от второго брака с Лукрецией Марией Лукас: Берта (умерла в раннем детстве), Василий (1878—1941), Магдалена (1882—1970) и Мария (1884—1920).

## Память
- Одной из заслуг Альфонса Александровича Зевеке стало то, что под его руководством был выработан устав первого речного училища на Волге, который был утвержден 18 июля 1887 года, а 18 октября того же года, уже после его смерти, состоялось официальное открытие Нижегородского речного училища.[3]
- Александр Зевеке в числе своих увлечений занимался любительской фотосъемкой (в фонде ГКУ Государственный архив аудиовизуальной документации Нижегородской области есть его фотографии из путешествия по Швейцарии и Германии).
- Являясь членом Нижегородской городской управы, он также занимался благотворительностью, жертвуя городу не только денежные средства, но и свои дома.